# Hefdraaikiezer

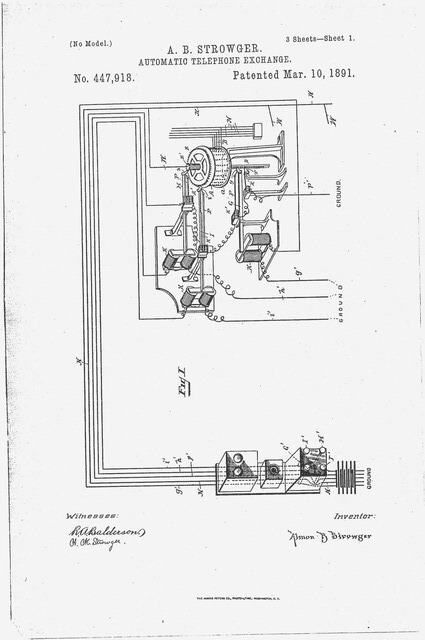
De hefdraaikiezer op het patent nr. 447918 van A. Strowger

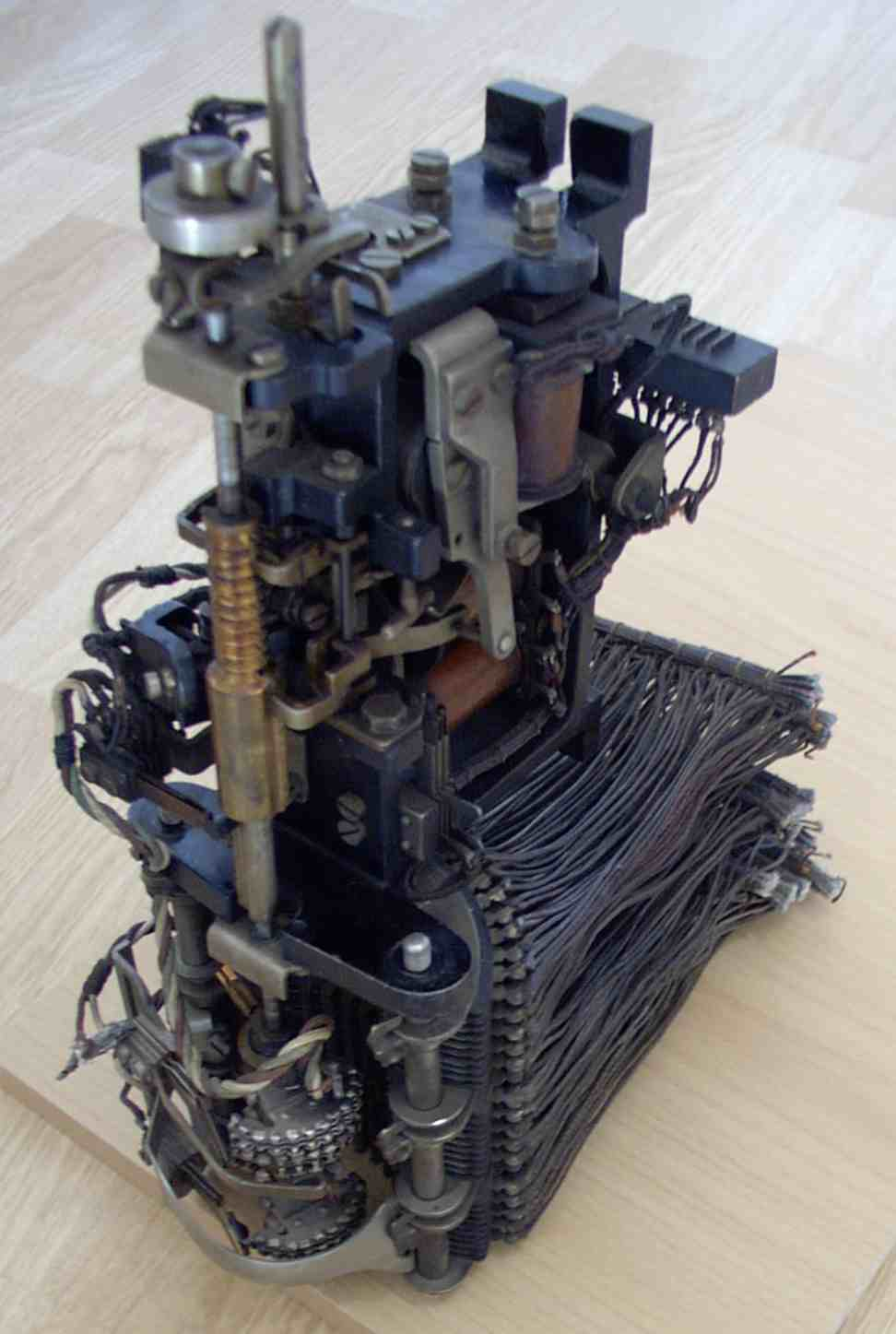
Een hefdraaikiezer

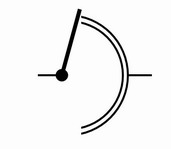
Het elektrotechnisch symbool voor een hefdraaikiezer

Een hefdraaikiezer is een elektromechanische schakelaar (relais). Deze component is in 1891 door Almon Strowger gepatenteerd en vormde decennialang het hart van een automatische telefooncentrale. Een hefdraaikiezer schakelt een contact vanuit de ruststand naar een van de 100 contacten die in tien boven elkaar gemonteerde cirkelsegmenten van tien contacten zijn gerangschikt.
De werking is als volgt: wanneer het relais kortstondig wordt geactiveerd, zal in eerste instantie het elektrische contact na elke puls hoger worden opgetild (het "heffen").  De pulsen worden opgewekt met behulp van een kiesschijf op het telefoontoestel van de abonnee die een nummer kiest. Tijdens de tweede actie draait het contact bij elke impuls een stap verder. Door meerdere reeksen hefdraaikiezers na elkaar te schakelen, worden de te kiezen nummers telkens met twee uitgebreid. Op deze manier werkt het pulskiezen in een telefooncentrale. Bij het beëindigen van het gesprek wordt een pal geactiveerd die het relais weer naar zijn rustpositie doet terugkeren.
Het apparaat kan worden vergeleken met een gebouw dat tien verdiepingen heeft en op elke verdieping tien flats.
De hefdraaikiezers vervingen de telefonistes in de centrale. Strowger wilde met zijn uitvinding voorkomen dat telefonistes bewust mensen telefonisch doorverbonden met ondernemers met wie ze een band hadden. Zelf was hij namelijk begrafenisondernemer en hij verdacht de plaatselijke telefoniste ervan klanten te verbinden met zijn concurrent, met wie zij een relatie had. Naast het voordeel van onpartijdigheid konden dankzij zijn uitvinding telefooncentrales vierentwintig uur per dag beschikbaar zijn.
Een register met hefdraaikiezers werd voorafgegaan door een oproepzoeker, die de binnenkomende lijn doorverbond met het kiesregister. Dit diende om kosten te besparen: niet iedere abonnee kon tegelijkertijd een telefoongesprek voeren. Dat was ook niet nodig. Er waren tabellen die bepaalden hoeveel abonnees er kon worden aangesloten op een centrale met een bepaald (kleiner) aantal uitgaande lijnen, bij een gegeven kans op congestie.
In de jaren 70 van de twintigste eeuw werd de hefdraaischakelaar vervangen door moderner schakelingen, zoals de kruisschakelaar. Tegenwoordig zijn telefooncentrales volledig gedigitaliseerd.